# Western Special
Western Special est un groupe de ska, rocksteady et reggae français, originaire de Reims, dans la Marne. À la fin des années 1990, il est, avec Rude Boy System ou Orange Street, l'une des formations françaises reprenant l'héritage musical jamaïcain des années 1960.

## Biographie
Le groupe est formé en décembre 1995 à Reims, dans la Marne, et se compose initialement de Fred, Souchin, Fishy, Topsie, Pierrot, Christelle, Fat, Louis, Olivier. Cette première formation enregistre l'album Road to the Roots. Elle évolue avec l'arrivée de Yohann (chant et toast) et Bernardo (saxophones) et le départ de Pierrot et Olivier, quand le second album, Hot Jamaican Mixture, est enregistré. Moonlightin', le troisième album, voit la formation se concentrer autour de Christelle, Louis, Topsie, Fishy, Souchin, Fat et Bernardo.
Le groupe tient son nom d'un titre des Potato 5. Il réalise, entre 1995 et 2005, de nombreuses tournées marathons en France et en Europe (Suisse, Allemagne, Pologne, Tchéquie, Espagne et Belgique) et joue en première partie du New York Ska-Jazz Ensemble (L'Arapaho, Paris), de Rico Rodriguez, The Skatalites (Bataclan, Paris) ou encore Jamaica All Stars et aux côtés de groupes français ou européens comme Jah on Slide, Rude Boy System, K2R Riddim, Jim Murple Memorial, Vicking's Remedy, Tryo ou Yellow Umbrella,. Les compilations Dance Ska La 99 et Dance Ska La 2002 contiennent respectivement quatre et deux morceaux enregistrés en concert à Rennes en avril 1999 et en avril 2002, l'EP Of Miles and Crowds présente deux morceaux enregistrés lors d'un concert à Reims en octobre 2001. En 2002, le groupe recense déjà 200 concerts.
La dernière trace d'activité trouvée du groupe remonte à 2013, lors d'un concert de la chanteuse Christelle à l'événement Back in Time, organisé à Reims.

## Style musical
Leur style musical mélange le jazz, le ska, le rocksteady mais également le reggae, le dub et le ragga.

## Membres
- Fred — percussions
- Souchin — batterie
- Fishy — trombone, chœurs
- Christelle — chant, saxophone alto
- Louis — basse
- Bernardo — saxophone ténor, saxophone soprano, baryton, chœurs
- Fat — guitare et chœurs
- Top's — claviers, clarinette, mélodica, chœurs
- Yohann — chant, toast
- Pierrot — saxophone tenor, harmonica
- Olivier — congas, steel drums

## Discographie
- 1998 : Road to the Roots (Zig Zag et Moon Stomp)
- 1999 : Hot Jamaican Mixture (Zig Zag)
- 2000 : Of Miles and Crowds (Zig Zag) (maxi)
- 2002 : Moonlightin' (Patate Records)

### Compilations
- 1997 : Stomping with the Froggs (vol. 2) (Noco)
- 1999 : Skapellation d'Origine contrôlée. The Best of French Ska Today (Moon Ska Europe)
- 2000 : Dance Ska La 99 (DSL et Banana Juice)
- 2000 : Le capitaliste est une ordure (Label Egal)
- 2001 : It's a French Ska Reggae Party 3 (Le Retour) (Big Mama Records)
- 2001 : Dub Odyssey (Big 8 Records)
- 2001 : Global Ska (Revelde Discos)